# إيفايلو جورجييف
إيفايلو جورجييف (بالبلغارية: Ивайло Георгиев)‏ هو لاعب كرة قدم بلغاري في مركز الوسط، ولد في 31 أكتوبر 1942 في مونتانا في بلغاريا. شارك مع منتخب بلغاريا لكرة القدم.

## وصلات خارجية
- إيفايلو جورجييف على موقع قاعدة بيانات كرة القدم.إي يو (الإنجليزية)
- إيفايلو جورجييف على موقع عالم كرة القدم.نت (الإنجليزية)
- إيفايلو جورجييف على موقع أوليمبيديا (الإنجليزية)